# Kerstin Tunving
Kerstin Tunving, född Persson 30 april 1930 i Kroppa församling, Värmlands län, död 1994, var en svensk psykiater. 
Tunving blev medicine licentiat 1959 och medicine doktor vid Lunds universitet 1986 på avhandlingen Careers in Alcoholism and Drug Addiction: Clinical and Epidemiological Studies. Hon var specialist i psykiatri och överläkare inom narkomanvården i Lund från 1970 samt docent i socialpsykiatri vid Lunds universitet från 1987. Hon startade 1986 i Lund Sveriges första sprutbytesprogram.
Tunving var ledamot av Socialstyrelsens vetenskapliga råd i narkomanvård, styrelseledamot i Läkare mot AIDS och ordförande i Föreningen Skånegårdar. Hon bedrev vetenskapligt författarskap i alkohol- och drogforskning, utgav Vård av narkomaner (1982) och faktaböcker om hasch och kokain (1984, 1986). Hon skrev dessutom boken Droger från A-Ö 1993 tillsammans med Thomas Nordegren.